# Volta a Catalunya de 1974
La Volta a Catalunya de 1974 va ser 54a edició de la Volta Ciclista a Catalunya. Es disputà en 7 etapes del 4 a l'11 de setembre de 1974 amb un total de 1.208,1 km. El vencedor final fou el francès Bernard Thévenet de l'equip Peugeot-BP-Michelin per davant d'Andrés Oliva del La Casera-Bahamontes, i de Domingo Perurena del Kas.
La tercera i la setena etapes estaves dividides en dos sectors. Hi havia dos contrarellotges individuals, una al Pròleg de Lleida i l'altra al segon sector de la setena l'etapa.
Bernard Thévenet va guanyar la "Volta" gràcies a l'últim triomf a la contrarellotge de Manresa.

## Etapes
| Etapa  | Data           | Ciutats d'etapa                      | km    | Vencedor de l'etapa  | Líder de la general |
| ------ | -------------- | ------------------------------------ | ----- | -------------------- | ------------------- |
| Pròleg | 4 de setembre  | Circuit per Lleida (CRI)             | 1,2   | José Martins         | José Martins        |
| 1a     | 5 de setembre  | Lleida – la Sénia                    | 186,8 | Domingo Perurena     | Domingo Perurena    |
| 2a     | 6 de setembre  | la Sénia – Cunit                     | 206,1 | Miguel Mari Lasa     | Domingo Perurena    |
| 3a A   | 7 de setembre  | Cunit – Montcada i Reixac            | 154,5 | Domingo Perurena     | Domingo Perurena    |
| 3a B   | 7 de setembre  | Circuit de Montjuïc                  | 18,0  | José Martins         | Domingo Perurena    |
| 4a     | 8 de setembre  | Montcada i Reixac - Alt del Mas Nou  | 166,5 | Bernard Thévenet     | Domingo Perurena    |
| 5a     | 9 de setembre  | Platja d'Aro - Campdevànol           | 157,9 | Jaime Huélamo        | Domingo Perurena    |
| 6a     | 10 de setembre | Campdevànol – Andorra la Vella (AND) | 131,2 | Josep Pesarrodona    | Andrés Oliva        |
| 7a A   | 11 de setembre | Organyà – Cardona                    | 152,1 | Vicente López Carril | Andrés Oliva        |
| 7a B   | 11 de setembre | Cardona – Manresa (CRI)              | 33,8  | Bernard Thévenet     | Bernard Thévenet    |

### Pròleg[1]
04-09-1974: Circuit per Lleida, 1,2 km. (CRI):
|   | Ciclista         | Equip                | Temps  |
| - | ---------------- | -------------------- | ------ |
| 1 | José Martins     | Coelima              | 2' 40" |
| 2 | Jesús Manzaneque | La Casera-Bahamontes | + 02"  |
| 3 | Javier Elorriaga | Kas                  | + 03"  |

|   | Ciclista         | Equip                | Temps  |
| - | ---------------- | -------------------- | ------ |
| 1 | José Martins     | Coelima              | 2' 40" |
| 2 | Jesús Manzaneque | La Casera-Bahamontes | + 02"  |
| 3 | Javier Elorriaga | Kas                  | + 03"  |

### 1a etapa[2]
05-09-1974: Lleida – la Sénia, 186,8:
|   | Ciclista         | Equip                | Temps      |
| - | ---------------- | -------------------- | ---------- |
| 1 | Domingo Perurena | Kas                  | 5h 20' 19" |
| 2 | Andrés Oliva     | La Casera-Bahamontes | m. t.      |
| 3 | Ventura Díaz     | Monteverde           | m. t.      |

|   | Ciclista         | Equip                | Temps      |
| - | ---------------- | -------------------- | ---------- |
| 1 | Domingo Perurena | Kas                  | 5h 23' 03" |
| 2 | Andrés Oliva     | La Casera-Bahamontes | + 23"      |
| 3 | Ventura Díaz     | Monteverde           | + 26"      |

### 2a etapa[3]
06-09-1974: la Sénia – Cunit, 206,1 km.:
|   | Ciclista                | Equip               | Temps      |
| - | ----------------------- | ------------------- | ---------- |
| 1 | Miguel Mari Lasa        | Kas                 | 5h 43' 31" |
| 2 | Jean-Louis Danguillaume | Peugeot-BP-Michelin | m. t.      |
| 3 | Javier Elorriaga        | Kas                 | m. t.      |

|   | Ciclista         | Equip                | Temps       |
| - | ---------------- | -------------------- | ----------- |
| 1 | Domingo Perurena | Kas                  | 11h 06' 34" |
| 2 | Andrés Oliva     | La Casera-Bahamontes | + 23"       |
| 3 | Ventura Díaz     | Monteverde           | + 26"       |

### 3a etapa A[4]
07-09-1974: Cunit – Montcada i Reixac, 154,5 km.:
| Resultat de la 3a etapa A \| \| Ciclista \| Equip \| Temps \| \| - \| ---------------- \| -------------------- \| ---------- \| \| 1 \| Domingo Perurena \| Kas \| 4h 32' 35" \| \| 2 \| Andrés Oliva \| La Casera-Bahamontes \| m. t. \| \| 3 \| Alfredo Chinetti \| Magniflex \| m. t. \| |                  |                      |            |
| | Ciclista         | Equip                | Temps      |
| 1 | Domingo Perurena | Kas                  | 4h 32' 35" |
| 2 | Andrés Oliva     | La Casera-Bahamontes | m. t.      |
| 3 | Alfredo Chinetti | Magniflex            | m. t.      |

### 3a etapa B[2]
07-09-1974: Circuit de Montjuïc, 18,0 km.:
|   | Ciclista         | Equip               | Temps   |
| - | ---------------- | ------------------- | ------- |
| 1 | José Martins     | Coelima             | 28' 58" |
| 2 | Domingo Perurena | Kas                 | + 26"   |
| 3 | Bernard Thévenet | Peugeot-BP-Michelin | m. t.   |

|   | Ciclista         | Equip                | Temps       |
| - | ---------------- | -------------------- | ----------- |
| 1 | Domingo Perurena | Kas                  | 16h 08' 33" |
| 2 | Andrés Oliva     | La Casera-Bahamontes | + 23"       |
| 3 | Ventura Díaz     | Monteverde           | + 26"       |

### 4a etapa[5]
08-09-1974: Montcada i Reixac - Alt del Mas Nou, 166,5 km.:
|   | Ciclista         | Equip                | Temps      |
| - | ---------------- | -------------------- | ---------- |
| 1 | Bernard Thévenet | Peugeot-BP-Michelin  | 5h 03' 45" |
| 2 | José Martins     | Coelima              | + 16"      |
| 3 | Andrés Oliva     | La Casera-Bahamontes | + 35"      |

|   | Ciclista         | Equip                | Temps       |
| - | ---------------- | -------------------- | ----------- |
| 1 | Domingo Perurena | Kas                  | 16h 08' 33" |
| 2 | Andrés Oliva     | La Casera-Bahamontes | + 04"       |
| 3 | Ventura Díaz     | Monteverde           | + 39"       |

### 5a etapa[6]
09-09-1974: Platja d'Aro - Campdevànol, 157,9 km. :
|   | Ciclista      | Equip  | Temps      |
| - | ------------- | ------ | ---------- |
| 1 | Jaime Huélamo | Kas    | 4h 19' 10" |
| 2 | José Catieu   | Bic    | + 1' 31"   |
| 3 | Johannes Ruch | Rokado | + 8' 57"   |

|   | Ciclista         | Equip                | Temps       |
| - | ---------------- | -------------------- | ----------- |
| 1 | Domingo Perurena | Kas                  | 25h 41' 41" |
| 2 | Andrés Oliva     | La Casera-Bahamontes | + 04"       |
| 3 | Ventura Díaz     | Monteverde           | + 17"       |

### 6a etapa[6]
10-09-1974: Campdevànol – Andorra la Vella (AND), 131,2 km.:
|   | Ciclista          | Equip                | Temps      |
| - | ----------------- | -------------------- | ---------- |
| 1 | Josep Pesarrodona | Kas                  | 4h 54' 58" |
| 2 | José Martins      | Coelima              | m. t.      |
| 3 | Andrés Oliva      | La Casera-Bahamontes | m. t.      |

|   | Ciclista         | Equip                | Temps       |
| - | ---------------- | -------------------- | ----------- |
| 1 | Andrés Oliva     | La Casera-Bahamontes | 29h 25' 44" |
| 2 | José Martins     | Coelima              | + 1' 10"    |
| 3 | Domingo Perurena | Kas                  | + 1' 28"    |

### 7a etapa A[7]
11-09-1974: Organyà – Cardona, 152,1 km.:
| Resultat de la 7a etapa A \| \| Ciclista \| Equip \| Temps \| \| - \| -------------------- \| --------- \| ---------- \| \| 1 \| Vicente López Carril \| Kas \| 4h 15' 23" \| \| 2 \| Mauro Vannucchi \| Magniflex \| + 1' 04" \| \| 3 \| Domingo Perurena \| Kas \| + 1' 34" \| |                      |           |            |
| | Ciclista             | Equip     | Temps      |
| 1 | Vicente López Carril | Kas       | 4h 15' 23" |
| 2 | Mauro Vannucchi      | Magniflex | + 1' 04"   |
| 3 | Domingo Perurena     | Kas       | + 1' 34"   |

### 7a etapa B[7]
11-09-1974: Cardona – Manresa, 33,8 km. (CRI):
|   | Ciclista         | Equip                | Temps    |
| - | ---------------- | -------------------- | -------- |
| 1 | Bernard Thévenet | Peugeot-BP-Michelin  | 47' 55"  |
| 2 | Jesús Manzaneque | La Casera-Bahamontes | + 44"    |
| 3 | Gösta Pettersson | Magniflex            | + 1' 00" |

|   | Ciclista         | Equip                | Temps       |
| - | ---------------- | -------------------- | ----------- |
| 1 | Bernard Thévenet | Peugeot-BP-Michelin  | 34h 32' 51" |
| 2 | Andrés Oliva     | La Casera-Bahamontes | + 1' 00"    |
| 3 | Domingo Perurena | Kas                  | + 1' 12"    |

## Classificació General
|    | Ciclista          | Equip                | Temps       |
| -- | ----------------- | -------------------- | ----------- |
| 1  | Bernard Thévenet  | Peugeot-BP-Michelin  | 34h 32' 51" |
| 2  | Andrés Oliva      | La Casera-Bahamontes | + 1' 00"    |
| 3  | Domingo Perurena  | Kas                  | + 1' 12"    |
| 4  | Gösta Pettersson  | Magniflex            | + 2' 14"    |
| 5  | José Martins      | Coelima              | + 2' 37"    |
| 6  | Ventura Díaz      | Monteverde           | + 3' 02"    |
| 7  | Hennie Kuiper     | Rokado               | + 3' 56"    |
| 8  | Josep Pesarrodona | Kas                  | + 4' 13"    |
| 9  | Mauro Vannucchi   | Magniflex            | + 4' 33"    |
| 10 | Luis Ocaña        | Bic                  | + 6' 46"    |

## Classificacions secundàries
|   | Ciclista          | Equip                | Punts    |
| - | ----------------- | -------------------- | -------- |
| 1 | Andrés Oliva      | La Casera-Bahamontes | 38 punts |
| 2 | José Martins      | Coelima              | 33 punts |
| 3 | Josep Pesarrodona | Kas                  | 25 punts |

|   | Ciclista          | Equip                | Punts    |
| - | ----------------- | -------------------- | -------- |
| 1 | Josep Pesarrodona | Kas                  | 15 punts |
| 2 | Luis Ocaña        | Bic                  | 13 punts |
| 3 | Juan Zurano       | La Casera-Bahamontes | 13 punts |

|   | Ciclista         | Equip                | Punts    |
| - | ---------------- | -------------------- | -------- |
| 1 | Domingo Perurena | Kas                  | 55 punts |
| 2 | Andrés Oliva     | La Casera-Bahamontes | 47 punts |
| 3 | Bernard Thévenet | Peugeot-BP-Michelin  | 44 punts |

|   | Equip                | Nacionalitat | Temps        |
| - | -------------------- | ------------ | ------------ |
| 1 | Kas                  | Espanya      | 137h 08' 52" |
| 2 | Bic                  | França       | + 18' 41"    |
| 3 | La Casera-Bahamontes | Espanya      | + 18' 58"    |